# Eliasza od św. Klemensa Fracasso
Bł. Eliasza od św. Klemensa Fracasso (ur. 17 stycznia 1901 w Bari, zm. 25 grudnia 1927 tamże) – włoska karmelitanka, błogosławiona Kościoła katolickiego.
Urodziła się 17 stycznia 1901 roku w Bari. Na chrzcie otrzymała imię Teodora. Jej rodzicami byli Joseph Fracasso i Pasquo.
Została karmelitanką w Bari, wstąpiła do tego zakonu 8 kwietnia 1920 roku. W zakonie otrzymała imię Eliasza od św. Klemensa. 11 lutego 1925 r. złożyła śluby wieczyste. Wyróżniała się niezwykłą pobożnością i inteligencją. Doceniana była przez wszystkich mieszkańców tego włoskiego miasteczka. Nazywano ją drugim bratem Alittle.
Pozostawiła po sobie zbiór swoich myśli.
Zmarła na guz mózgu w Dzień Bożego Narodzenia 1927 roku.
18 marca 2006 roku została beatyfikowana przez Benedykta XVI (uroczystościom przewodniczył kard. José Saraiva Martins).